# ساجيم بوما فون
ساجيم بوما فون (بالإنجليزية: Sagem Puma Phone)‏ هو هاتف محمول من ساجيم وايرليس، تم طرحه في الأسواق في أغسطس 2010.

## الخصائص
- الشاشة: شاشة لمس إل سي دي 240×320
- الوزن: 115 غرام